# Phérécrate
Phérécrate (en grec ancien Φερεκράτης / Pherekrátēs) est un poète comique athénien ayant vécu au Ve siècle av. J.-C.
Il est un représentant de la comédie ancienne, contemporain de Cratinos et d'Aristophane. Aucune de ses pièces n'a été conservée.